# Lijst van spelers van ZFC
Dit is een lijst van voetballers die minimaal één officiële wedstrijd hebben gespeeld in het eerste elftal van de Nederlandse voormalig betaaldvoetbalclub ZFC.

## A
- Richard Agsteribbe
- Piet Anepool
- Wim Augustus

## B
- Cees Baay
- Dries Bakker
- Hans Bakker
- Klaas Bakker
- Abe van den Ban
- Jan Beelen
- Piet Beemsterboer
- Jan Been
- Ber Beerepoot
- Jur Beets
- Blaich
- Alex Blank
- Piet Blok
- Bert Blauw
- Henny de Boer
- Theo Boers
- Jan-Piet Bok
- Johan Bok
- Werner Bong
- Piet van den Bor
- Hennie Bout
- Ab ten Broek
- Jan Brouwer
- Siem Brouwer
- Piet Buis

## C
- Hans Claassen
- Bert Cornelisse
- Gerrit Cornelisse
- Wietze Couperus
- Cees Crok

## D
- Fred Debets
- Hans Deen
- Arie Dorst
- Cees Driehuis

## E
- Hans van Eikeren
- Henk Evenblij

## G
- Jo Geene
- Toon Gerrits
- Ton Geschlere
- Lou de Graaf
- Frans Groot
- Theo de Groot
- Eddy de Groote

## H
- Tim Hartel
- Cor Heijmans
- Cees Heijnis
- Dick Helling
- Jos van Helvert
- Onne Hoff
- Wim Hoffs
- Cas Hoorn
- Jan Hoorn
- Willem van der Horst

## I
- Peter van Ingen

## J
- Joop de Jong
- Meg de Jongh
- Henk Jonk

## K
- Wim van 't Kaar
- Ben Kabel
- Wim Karreman
- Cor Kat
- Jacques Kleef
- Henk Klopper
- Kees Koeman
- Joop Koopman
- Tjeerd Koopman
- Dirk Kuijper

## L
- Ab Laks
- Ed Langereis
- Piet Lequin
- Henny van der Linde
- Toon van der Linde

## M
- Eduard Maatman
- Map Marijt
- Piet van Marle
- Wim Melief
- Henk van Meteren
- Rudi Michel
- Joep Molenaar
- Ruud Muskee

## O
- Bert Onclin
- Toon van Orsouw
- Piet Ouderland
- Cees Out
- Piet Out

## P
- Wim Perlee
- Jan Plekker
- Harry Polman

## R
- Johnny Rep
- De Ridder
- Wim Romp
- Jan Roos
- Jan Ruijter
- Ab Ruitenbeek

## S
- André Schuerman
- Theo Sentveld
- Cor Smit
- Jan Smit
- C. Spruit
- Kasper Stuive
- Cock Swart

## T
- Wil Tot

## V
- Bas Veerhuis
- Harmen Veerman
- Visser
- Gerard van de Vlekkert
- Pieter Voogel
- Martin de Vries
- Rob de Vries

## W
- Wim van der Waal
- Jan Wagendrever
- Atie van de Walle
- Hans van der Weide
- Nico van der Weide
- Wim van West
- Bob Westra
- Peter de Wit

## Z
- Dirk-Jan van Zaane
- Feike Zijlstra
- Dick Zwarthoed
- Gerrit Zwarthoed